# Selected Ambient Works Volume II
Albums de Aphex Twin
(Richard D. James)
On (EP)
(novembre 1993) GAK (EP)
(juin 1994)
Selected Ambient Works Volume II (parfois abrégé en SAW2) est un album de musique électronique d'Aphex Twin, sorti le 7 mars 1994 sur le label Warp Records. Il fait suite à Selected Ambient Works 85-92 sorti deux ans plus tôt.

## Détails
Selected Ambient Works Volume II diffère significativement du premier volume de la série : si les pistes de ce dernier présentent des rythmiques complexes et de lourdes fréquences basses, inspirées par la musique de club, le volume II regroupe des plages lentes. La plupart n'affichent aucune percussion et utilisent des nappes de synthétiseurs. D'après James, l'album est comme « rester debout dans une centrale électrique sous acide ».
Richard D. James déclare au journaliste et musicien David Toop (en) que « 60% » de l'album lui ont été inspirés par des rêves lucides. « Je voulais vraiment rêver des morceaux. Genre, imaginer que je suis en studio et écrire un morceau dans mon sommeil, me réveiller, puis l'écrire dans le monde réel avec de vrais instruments. [...] Je m'endormais pendant dix minutes et j'écrivais trois morceaux — seulement de courtes fractions, pas des morceaux finis à cent pour cent ».

## Équipement
Richard D. James utilise notamment les synthétiseurs Oberheim Matrix-1000 et Yamaha CS-5.

## Postérité
Pour All Music, avec ses « longs paysages sonores électroniques troublants, alternativement calmes et conflictuels » et sa « musique aux détails complexes », Selected Ambient Works Volume II est un album moins facile d'accès que Selected Ambient Works 85-92, sorti deux ans auparavant. The Rolling Stone Album Guide, qui lui attribue la note de 3/5, estime qu'« on a parfois l'impression que James joue les mêmes boucles en continu et part déjeuner ». En 2016, Pitchfork classe Selected Ambient Works Volume II à la deuxième place de son classement des "50 Meilleurs Albums d'Ambient de Tous les Temps". En 2019, à l'occasion des 25 ans de l'album, Resident Advisor juge que l'album a « changé le cours de la musique électronique », ajoutant que « écouté dans de bonnes dispositions, le morceau le plus célèbre de l'album, "Rhubarb", peut être profondément touchant ». La même année, Pitchfork écrit que « la première chose dont vous prenez conscience avec Selected Ambient Works Volume II est sa pureté, son austérité, son vide. Il y eut des enregistrements plus calmes, plus minimalistes, plus difficiles d'accès. Mais peu ont fait autant avec si peu ».

## Pistes

### Noms
À l'exception de « Blue Calx », aucun des morceaux n'est officiellement titré. Sur l'édition britannique cependant, chaque piste est associée à une photographie spécifique prise par James lui-même (sauf pour un logo bleu représentant « Blue Calx »). En outre, la liste des pistes utilise un système de cercles et de diagrammes circulaires pour représenter chaque morceau. La taille des photographies semble proportionnelle à la durée des morceaux et celle-ci semble reprise dans les diagrammes. Sur l'édition américaine, toutes les portions des diagrammes sont identiques et les photographies sont différentes.
L'absence de titres a poussé les fans à en trouver ; les pistes sont souvent nommées officieusement selon la photographie qui l'accompagne. Officiellement, elles sont toujours référencées par leur numéro de piste.

### Éditions
Il y a eu plusieurs éditions différentes de Selected Ambient Works Volume II. La plus complète, avec l'intégralité des 25 pistes, était l'édition limitée britannique, qui fut pressée sur un disque vinyle brun à 10 000 exemplaires, et l'édition cassette britannique. Ces deux éditions sont épuisées. L'édition limitée vinyle comportait un numéro de série noire sur un autocollant à coller sur le recto ; chacun des disques possédait une couleur différente. La pochette était identique à l'édition normale.
Les secondes éditions les plus complètes sont l'édition vinyle normale et l'édition CD de Warp Records ; cette dernière possède toutes les pistes à l'exception de « Stone In Focus », omise à cause de la limite de capacité du format CD. La troisième édition la plus complète est la version CD américaine de Sire Records, qui omet en plus « Hankie ». Au format CD, « Stone In Focus » n'est trouvable que sur la compilation Excursions in Ambience: the Third Dimension d'Astralwerks ; elle est intitulée « #19 » et apparaît à la plage 10. En 2024, Aphex Twin sort ce titre en single, toujours sous le nom « #19 », puis l'inclut dans Selected Ambient Works Volume II (Expanded Edition), permettant enfin aux auditeurs de profiter de l'album dans son intégralité: il inclut également deux nouveaux morceaux, « th1 (evnslower) » et « Rhubarb (Orc. 19:53 Rev) ».
Les pistes sont fréquemment nommées d'après les sujets des photographies présentes sur l'édition britannique. Sur les éditions américaines de Sire Records, les photographies sont altérées, en les défloutant ou en les remplaçant par d'autres. L'image représentant « Stone In Focus » fut purement et simplement retirée de l'édition américaine, laissant simplement apparaître un cadre blanc vide.
Dans toutes les éditions, la couverture représentait le logo d'Aphex Twin précédemment utilisé sur Xylem Tube, mais dans une forme incomplète; la version remasterisée de 2024 utilise ce même logo dans sa version complète.

### Liste
La liste suivante indique l'ordre des morceaux sur les éditions CD et vinyles. Les noms officieux de chaque piste sont indiqués entre guillemets.
| 1/A1.   | « Cliffs »               | 7:27  |
| 2/A2.   | « Radiator »             | 6:34  |
| 3/A3.   | « Rhubarb »              | 8:51  |
| 4/A4.   | « Hankie »               | 5:08  |
| 5/B1.   | « Grass »                | 8:55  |
| 6/B2.   | « Mould »                | 3:31  |
| 7/B3.   | « Ropes » / « Curtains » | 8:51  |
| 8/B4.   | « Blur »                 | 5:08  |
| 9/C1.   | « Weathered Stone »      | 6:54  |
| 10/C2.  | « Tree »                 | 9:58  |
| 11/C3.  | « Domino »               | 7:18  |
| 12/C4.  | « White Blur 1 »         | 2:42  |
| 13/D1.  | Blue Calx                | 7:20  |
| 14/D2.  | « Parallel Stripes »     | 8:00  |
| 15/D3.  | « Shiny Metal Rods »     | 5:33  |
| 16/D4.  | « Grey Stripe »          | 4:45  |
| 17/D5.  | « Z-Twig »               | 2:05  |
| 18/E1.  | « Window Sill »          | 7:16  |
| /E2.    | « Stone In Focus »       | 10:14 |
| 19/E3.  | « Hexagon »              | 5:57  |
| 20/E4.  | « Lichen »               | 4:15  |
| 21/F1.  | « Spots »                | 7:09  |
| 22/F2.  | « Tassels »              | 7:30  |
| 23/F3.  | « White Blur 2 »         | 11:27 |
| 24/F4.  | « Matchsticks »          | 5:41  |
| 2:47:04 |                          |       |

Expanded Edition
| G1.     | th1 (evnslower)          | 11:08 |
| G2.     | Rhubarb (Orc. 19:53 Rev) | 6:41  |
| 3:04:53 |                          |       |

### Remixes et autres versions
- « Blue Calx » est originellement apparu sur la compilation The Philosophy of Sound and Machine d'Applied Rhythmic Technology, publiée en coopération avec Rephlex, et crédité à l'alias Blue Calx.
- « Radiator » et « Blue Calx » sont présentes sur la Peel Session (1992) d'Aphex Twin, dans des versions différentes de l'album.
- « Hexagon », « Parallel Stripes » et « Blue Calx » sont disponibles sur le CD promotionnel Words & Music, avec une interview du musicien.
- « SAW2 CD1 TRK2 (Original Mix) » (« Radiator ») est disponible sur 26 Mixes for Cash. Il s'agit de la version de James enregistrée pour la Peel Session de 1995.
- « SAW2 CD1 TRK7 » (« Ropes » ou « Curtains »), remixée conjointement par Simon from Sidney de LFO et Pram pour la compilation anniversaire de Warp Warp 10: Influences, Classics, Remixes.
- « SAW2 CD1 TRK1 » (« Cliffs »), remixée par Four Tet sur cette compilation.
- « SAW2 CD1 TRK1 » (« Cliffs »), « SAW2 CD1 TRK3 » (« Rhubarb »), « SAW2 CD2 TRK5 » (« Z-Twig ») et « SAW CD2 TRK8 » (« [lichen] »), remixées par Wisp sur Selected Ambient Works 2: Reworked, publiée le 30 avril 2004 par TavCOM Records.

## Classements
| Classement (1994)             | Meilleure position |
| ----------------------------- | ------------------ |
| Royaume-Uni (UK Albums Chart) | 11                 |